# Квемо-Картли
Кве́мо-Ка́ртли (груз. ქვემო ქართლი, азерб. Kvemo-Kartli) или Нижняя Картлия — один из краёв (мхаре) Грузии.
Центр  — город Рустави.
Граничит с другими краями Самцхе-Джавахети, Шида-Картли, Мцхета-Мтианети, Кахетия и городом Тбилиси. На юго-востоке проходит государственная граница с Азербайджаном, на юге — с Арменией.

## Административное деление
Административно включает 1 город краевого подчинения и 6 муниципалитетов (до 2006 года — районов):
| Муниципалитет                 | площадь, км² | население перепись 2002, чел. | население перепись 2014, чел. | население оценка 2018, чел. | центр          |
| ----------------------------- | ------------ | ----------------------------- | ----------------------------- | --------------------------- | -------------- |
| Рустави, город                | 60           | 116 384                       | 125 103                       | 127 839                     | г. Рустави     |
| Болнисский муниципалитет      | 804          | 74 301                        | 53 590                        | 55 284                      | г. Болниси     |
| Гардабанский муниципалитет    | 1304         | 114 348                       | 81 876                        | 81 280                      | г. Гардабани   |
| Дманисский муниципалитет      | 1199         | 28 034                        | 19 141                        | 20 216                      | г. Дманиси     |
| Марнеульский муниципалитет    | 935          | 118 221                       | 104 300                       | 106 454                     | г. Марнеули    |
| Тетрицкаройский муниципалитет | 1174         | 25 354                        | 21 127                        | 21 889                      | г. Тетри-Цкаро |
| Цалкский муниципалитет        | 1051         | 20 888                        | 18 849                        | 19 302                      | г. Цалка       |
| всего                         | 6528         | 497 530                       | 423 986                       | 432 264                     |                |

Города:
Рустави (125 103 чел., перепись 2014 года),
Марнеули (20 211 чел.),
Гардабани (10 753 чел.),
Болниси (8967 чел.),
Тетри-Цкаро (3093 чел.),
Дманиси (2661 чел.),
Цалка (2326 чел.).
Посёлки городского типа: Казрети (4340 чел., перепись 2014 года), Манглиси (1441 чел.), Триалети (565 чел.), Тамариси (510 чел.), Бедиани (148 чел.).

## Население
По состоянию на 1 января 2018 года численность населения края составила 432 264 жителя, на 1 января 2014 года — 513 100 жителей, на 1 января 2009 года — 488 800 жителей.
Население края по переписи населения 2014 года составило 423 986 человек, по переписи 2002 года — 497 530 человек.
По переписи населения 2014 года из 423 986 жителей края грузины составили 51,3 % или 217 305 человек, азербайджанцы — 41,8 % или 177 032 человек, армяне — 5,1 % или 21 500 человек, русские — 0,6 %, греки — 0,5 %, осетины — 0,2 %.
По переписи населения 2002 года из 497 530 жителей края грузины составляли 44,7 % или 222 450 человек, азербайджанцы — 45,1 % или 224 606 человек, армяне — 6,4 % (31 777 чел.), греки — 1,5 % (7 415 чел.), русские — 1,3 % (6 464 чел.), осетины — 0,4 % (2 184 чел.), украинцы — 0,1 % (527 чел.).
Грузины по переписи 2014 года составляли абсолютное большинство в городе Рустави (91,8 % против 3,7 % азербайджанцев, 1,6 % армян, 1,2 % русских и 0,4 % осетин) и Тетрицкаройском муниципалитете (82,5 % против 7,3 % азербайджанцев, 7,3 % армян, 1,3 % русских и 0,9 % греков).
Азербайджанцы по переписи 2014 года составляли абсолютное большинство в Марнеульском муниципалитете (83,8 % против 8,6 % грузин и 7,0 % армян), Дманисском (65,5 % против 33,2 % грузин) и Болнисском (63,4 % против 30,9 % грузин и 5,0 % армян) муниципалитетах края.
По переписи 2014 года относительное равенство — в Гардабанском муниципалитете (54,2 % грузин против 43,5 % азербайджанцев) и в Цалкском муниципалитете (46,7 % грузин против 38,8 % армян, 7,0 % азербайджанцев и 6,9 % греков).
Национальный состав края и его муниципалитетов (перепись 2014 года)
| муниципалитет   | всего   | грузи- ны | %       | азер- байд- жанцы | %       | армя- не | %       | рус- ские | %      | гре- ки | %      | осети- ны | %      | ук- раин- цы | %      | Асси- рийцы | %      | ези- ды | %      | др.  | %      |
| --------------- | ------- | --------- | ------- | ----------------- | ------- | -------- | ------- | --------- | ------ | ------- | ------ | --------- | ------ | ------------ | ------ | ----------- | ------ | ------- | ------ | ---- | ------ |
| всего в крае    | 423 986 | 217 305   | 51,25 % | 177 032           | 41,75 % | 21 500   | 5,07 %  | 2631      | 0,62 % | 2113    | 0,50 % | 810       | 0,19 % | 510          | 0,12 % | 362         | 0,09 % | 305     | 0,07 % | 1418 | 0,33 % |
| Рустави, город  | 125 103 | 114 819   | 91,78 % | 4661              | 3,73 %  | 1965     | 1,57 %  | 1459      | 1,17 % | 166     | 0,13 % | 545       | 0,43 % | 315          | 0,25 % | 55          | 0,04 % | 239     | 0,19 % | 879  | 0,70 % |
| Болнисский      | 53 590  | 16 565    | 30,91 % | 33 964            | 63,38 % | 2690     | 5,02 %  | 135       | 0,25 % | 125     | 0,23 % | 28        | 0,05 % | 41           | 0,08 % | 1           | 0,00 % | 1       | 0,00 % | 40   | 0,07 % |
| Гардабанский    | 81 876  | 44 398    | 54,23 % | 35 642            | 43,53 % | 602      | 0,74 %  | 414       | 0,51 % | 63      | 0,08 % | 91        | 0,11 % | 74           | 0,09 % | 281         | 0,34 % | 49      | 0,06 % | 262  | 0,32 % |
| Дманисский      | 19 141  | 6345      | 33,15 % | 12 530            | 65,46 % | 87       | 0,45 %  | 67        | 0,35 % | 87      | 0,45 % | 5         | 0,03 % | 5            | 0,03 % | 0           | 0,00 % | 0       | 0,00 % | 15   | 0,08 % |
| Марнеульский    | 104 300 | 8952      | 8,58 %  | 87 371            | 83,77 % | 7291     | 6,99 %  | 230       | 0,22 % | 182     | 0,17 % | 43        | 0,04 % | 49           | 0,05 % | 24          | 0,02 % | 7       | 0,01 % | 151  | 0,15 % |
| Тетрицкаройский | 21 127  | 17 424    | 82,47 % | 1548              | 7,33 %  | 1544     | 7,31 %  | 277       | 1,31 % | 186     | 0,88 % | 85        | 0,40 % | 18           | 0,09 % | 1           | 0,01 % | 5       | 0,02 % | 39   | 0,18 % |
| Цалкский        | 18 849  | 8802      | 46,70 % | 1316              | 6,98 %  | 7321     | 38,84 % | 49        | 0,26 % | 1304    | 6,92 % | 13        | 0,07 % | 8            | 0,04 % | 0           | 0,00 % | 4       | 0,02 % | 32   | 0,17 % |

## Достопримечательности
- монастырь Церакви

## Палеоантропология
- Близ села Квемо-Орозмани, находящегося на расстоянии около 3 км от Дманиси, был обнаружен человеческий зуб (четвёртый премоляр нижней челюсти, возможно представителя Homo erectus) возрастом 1,8 млн лет[13][14]